# Трепанационный треугольник Шипо

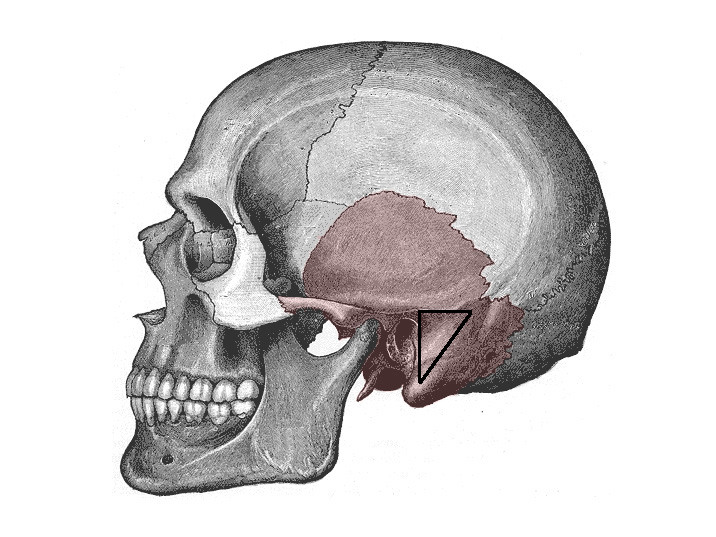
Треугольник Шипо

Трепанацио́нный треуго́льник Шипо́ (фр. Chipault) — гладкая треугольная площадка на сосцевидном отростке височной кости, в пределах которой выполняют трепанацию при мастоидитах.

## Границы треугольника Шипо
- Спереди — задний край наружного слухового прохода;
- Сзади — сосцевидный гребень (лат. crista mastoidea);
- Сверху — горизонтальная линия, проведенная кзади от скулового отростка височной кости.

## Содержимое
В пределах треугольника Шипо находится резонирующая полость — сосцевидная пещера (лат. antrum mastoideum), сообщающаяся посредством входа в пещеру (лат. aditus ad antrum) с барабанной полостью. Сосцевидная пещера длиной в среднем 12 мм, шириной 7 мм находится на глубине 1,5-2,0 см костного вещества сосцевидного отростка. Величина пещеры варьирует в зависимости от строения сосцевидного отростка (пневматического, склеротического или диплоического).
Верхняя стенка отделяет пещеру от средней черепной ямки; на её медиальной стенке кроме aditus ad antrum, имеются два возвышения, содержащие латеральный полукружный канал и канал лицевого нерва. К задней стенке пещеры, особенно у брахицефалов, при слабом развитии сосцевидного отростка близко подходит сигмовидный венозный синус. Обычно же этот синус отделен от пещеры довольно толстой костной пластинкой.

## История
В 1894 году французский нейрохирург и отоларинголог Антоний Шипо (Antony Chipault, 1866—1920) описал метод нахождения оптимального места при проведении мастоидэктомии (хирургическое лечение Мастоидита), которое назвал «треугольник атаки». До этого использовалось практика квадратного хирургического вмешательства, которое было больше по площади, что удлиняло срок заживления.